# Greg Fraine
Gregory John „Greg“ Fraine (* 12. Oktober 1962 in Sydney) ist ein ehemaliger neuseeländischer Radrennfahrer.

## Sportliche Laufbahn
Fraine war Straßenradsportler. Er begann erst mit 27 Jahren mit dem Radsport.
Fraine war Teilnehmer der Olympischen Sommerspiele 1988 in Seoul. Im Mannschaftszeitfahren wurde das Team aus Neuseeland mit Brian Fowler, Greg Fraine, Paul Leitch und Gavin Stevens auf dem 12. Rang klassiert.
Bei den Commonwealth Games 1986 gewann er Silbermedaille im Mannschaftszeitfahren.